# Timone (nome)
Timone  è un nome proprio di persona italiano maschile.

## Varianti in altre lingue
- Catalano: Timó
- Francese: Timon
- Greco antico: Τίμων (Timon)[2]
  - Femminili: Τιμω (Timo)[2]
- Greco biblico: Τίμων (Timon)[2]
- Inglese: Timon
- Islandese: Tímon
- Latino: Timon[1][2]
- Olandese: Timon[2]
- Polacco: Tymon[2]
- Portoghese: Tímon
- Russo: Тимон (Timon)
- Spagnolo: Timón
- Tedesco: Timon
- Ungherese: Timón

## Origine e diffusione
Continua il nome greco antico Τίμων (Timon), basato sul termine τιμη (timē), che vuol dire "onore", "stima". Il significato può quindi essere interpretato come "onorevole", "stimato", lo stesso dei nomi Esmé, Onorato e Arya.
È presente nel Nuovo Testamento, dove è portato da Timone, uno dei primi sette diaconi scelti dagli apostoli per distribuire il cibo alle vedove greche di Gerusalemme. Venne inoltre portato da un misantropo greco antico, Timone d'Atene (la cui vicenda è narrata nell'omonima tragedia di Shakespeare), a causa del quale, in inglese, il nome Timon è divenuto per antonomasia sinonimo di "misantropo".

## Onomastico
L'onomastico si può festeggiare in memoria di san Timone, uno dei primi diaconi, martire con altri compagni a Corinto, commemorato il 28 luglio sia dalla Chiesa cattolica che dalla Chiesa ortodossa (si noti che la Chiesa cattolica lo ricordava, su martirologi precedenti, il giorno 19 aprile, che è tuttora rirportato da svariate fonti).

## Persone
- Timone d'Atene, misantropo greco antico
- Timone di Fliunte, filosofo e poeta greco antico

### Varianti
- Tymon Dogg, violinista, chitarrista e pianista britannico
- Tymon Kruidenier, chitarrista olandese
- Timon Seubert, ciclista su strada tedesco

## Il nome nelle arti
- Timon è un personaggio del film Disney del 1994 Il re leone, e di diverso altre materiale Disney.